# 弗丽达·斯韦丁·通斯特伦
弗丽达·斯韦丁·通斯特伦（瑞典語：Frida Svedin Thunström，1989年11月4日—），瑞典女子冰球运动员，场上位置是前锋。她曾代表瑞典国家队参加2010年冬季奥林匹克运动会冰球比赛，获得第4名。